# اشناکنبرگ
شهر اشناکنبرگ (به آلمانی: Schnackenburg) در ایالت نیدرزاکسن در کشور آلمان واقع شده‌است.